# Романівська сільська рада (Тернопільський район)
Рома́нівська сільська́ ра́да — адміністративно-територіальна одиниця та орган місцевого самоврядування в Тернопільському районі Тернопільської області. Адміністративний центр — село Романівка.
4.03. 2021 року повноваження Романівської сільської ради припинено, про що внесено відповідний запис в Єдиний державний реєстр юридичних осіб, фізичних осіб-підприємців та громадських формувань. Села Романівка і Ангелівка зараз входять до складу Байковецької територіальної громади

## Загальні відомості
Романівська сільська рада утворена в 1991 році.
- Територія ради: 13,54 км.
- Територією ради протікає річка Калачава

## Населені пункти
Сільській раді були підпорядковані населені пункти:
- с. Романівка
- с. Ангелівка

## Населення
Населення ради: 1 156 осіб (станом на 2001 рік).
Станом на 19 жовтня 2023 року у селі Романівка проживає 576 осіб, а в селі Ангелівка також 576 осіб.

### Мова
Розподіл населення за рідною мовою за даними перепису 2001 року:
| Мова       | Відсоток |
| ---------- | -------- |
| українська | 99,31 %  |
| російська  | 0,43 %   |
| білоруська | 0,09 %   |
| молдовська | 0,09 %   |

## Склад ради
Рада складалася з 14 депутатів та голови.
- Голова ради: Петріченко Ганна Ярославівна

### Керівний склад попередніх скликань
| Прізвище, ім'я, по батькові   | Основні відомості                                                                     | Дата обрання | Дата звільнення |
| ----------------------------- | ------------------------------------------------------------------------------------- | ------------ | --------------- |
| Маліцька Галина Петрівна      | Сільський голова, 1975 року народження, член Всеукраїнського об'єднання «Батьківщина» | 26.03.2006   | 01.02.2008      |
| Петриченко Галина Ярославівна | Сільський голова, 1957 року народження, позапартійна                                  | 01.06.2008   | 31.10.2010      |
| Петріченко Ганна Ярославівна  | Сільський голова, 1957 року народження, освіта вища, позапартійна                     | 31.10.2010   | 04.03.2021      |

Примітка: таблиця складена за даними сайту Верховної Ради України

### Депутати
За результатами місцевих виборів 2010 року депутатами ради стали:

#### За суб'єктами висування
| Суб'єкт висування                     | Кількість обраних депутатів | %    |
| ------------------------------------- | --------------------------- | ---- |
| Самовисування                         | 12                          | 85,7 |
| Єдиний Центр                          | 1                           | 7,1  |
| Українська соціал-демократична партія | 1                           | 7,1  |

#### За округами
| № округу                              | Прізвище, ім'я, по батькові     | Дата визнання обраним | Освіта             | Партійна приналежність                       | Відомості про обраного депутата                      |
| ------------------------------------- | ------------------------------- | --------------------- | ------------------ | -------------------------------------------- | ---------------------------------------------------- |
| Єдиний Центр                          |                                 |                       |                    |                                              |                                                      |
| 4                                     | Заремба Оксана Іванівна         | 31.10.2010            | вища               | член Єдиного Центру                          | Дитячий садок, помічник вихователя                   |
| Українська соціал-демократична партія |                                 |                       |                    |                                              |                                                      |
| 7                                     | Підкуймуха Василь Олександрович | 31.10.2010            | середня спеціальна | член Української соціал-демократичної партії | приватний підприємець                                |
| Самовисування                         |                                 |                       |                    |                                              |                                                      |
| 1                                     | Бас Марія Мирославівна          | 31.10.2010            | середня спеціальна | позапартійна                                 | Дитячий садок, помічник вихователя                   |
| 2                                     | Дідух Оксана Василівна          | 31.10.2010            | середня спеціальна | позапартійна                                 | Дитячий садок, вихователь                            |
| 3                                     | Гайдук Леся Зіновіївна          | 31.10.2010            | середня спеціальна | позапартійна                                 | Дитячий садок, завідувачка                           |
| 5                                     | Волошин Галина Володимирівна    | 31.10.2010            | середня спеціальна | позапартійна                                 | Романівська сільська рада, землевпорядник            |
| 6                                     | Качмар Михайло Васильович       | 31.10.2010            | середня спеціальна | позапартійний                                | ПП «Село-продукт», директор                          |
| 8                                     | Яциковський Олег Михайлович     | 31.10.2010            | середня спеціальна | позапартійний                                | ДГ «Садівниче», фермер                               |
| 9                                     | Копець Тетяна Ярославівна       | 31.10.2010            | вища               | позапартійна                                 | Амбулаторія, головний лікар                          |
| 10                                    | Козак Вікторія Ярославівна      | 31.10.2010            | середня спеціальна | позапартійна                                 | фельдшерсько-акушерський пункт, завідувачка          |
| 11                                    | Омеляш Іван Маркович            | 31.10.2010            | вища               | позапартійний                                | приватний підприємець                                |
| 12                                    | Романець Лариса Петрівна        | 31.10.2010            | середня спеціальна | позапартійна                                 | тимчасово не працює                                  |
| 13                                    | Павлюс Галина Василівна         | 31.10.2010            | вища               | позапартійна                                 | Ангелівська загальноосвітня школа І-ІІІ ст., вчитель |
| 14                                    | Семенюк Любов Петрівна          | 31.10.2010            | середня спеціальна | позапартійна                                 | Телерадіокомпанія «Тернопіль», чергова               |